# Diocesi di Adrianotere
La diocesi di Adrianotere (in latino Dioecesis Hadrianotheraea) è una sede soppressa del patriarcato di Costantinopoli e una sede titolare della Chiesa cattolica.

## Storia
Adrianotere, identificabile con Balıkesir nell'odierna Turchia, è un'antica sede episcopale della provincia romana dell'Ellesponto nella diocesi civile di Asia. Faceva parte del patriarcato di Costantinopoli ed era suffraganea dell'arcidiocesi di Cizico.
Questa antica diocesi è documentata nelle Notitiae Episcopatuum del patriarcato di Costantinopoli fino al XII secolo, al 5º posto tra le suffraganee di Cizico. Dal secolo successivo la diocesi fu soppiantata dalla vicina Achirao, che le Notitiae attestano come sede metropolitana tra il XII e il XIII secolo.
Della diocesi di Adrianothera sono noti quattro vescovi, che parteciparono alle grandi assisi ecumeniche del primo millennio: Patrizio fu presente al concilio di Calcedonia (451) e sottoscrisse nel 458 la lettera dei vescovi dell'Ellesponto all'imperatore Leone in seguito all'uccisione del patriarca Proterio di Alessandria; Cipriano prese parte al secondo concilio di Costantinopoli (553), Basilio al secondo concilio di Nicea (787) e Gregorio al concilio di Costantinopoli dell'879-880 che riabilitò il patriarca Fozio. Inoltre un sigillo datato alla prima metà dell'XI secolo ha restituito il nome del vescovo Basilio.
Dal 1933 Adrianotere è annoverata tra le sedi vescovili titolari della Chiesa cattolica; la sede è vacante dal 25 dicembre 1997. Il suo unico titolare è stato Bronisław Dąbrowski, vescovo ausiliare di Varsavia.

## Cronotassi

### Vescovi greci
- Patrizio † (prima del 451 - dopo il 458)
- Cipriano † (menzionato nel 553)
- Basilio I † (menzionato nel 787)
- Gregorio † (menzionato nell'879)
- Basilio II † (prima metà dell'XI secolo)

### Vescovi titolari
- Bronisław Dąbrowski, F.D.P. † (24 novembre 1961 - 25 dicembre 1997 deceduto)